# Обесправљени (роман)
Обесправљени (шп. Los de abajo) је роман мексичког писца Маријана Асуеле (шп. Mariano Azuela) објављен 1916. године. Главна окосница романа је Мексичка револуција (1910-1924) где се кроз ликове и догађаје даје слика тадашњег мексичког друштва.                                                                             

### О аутору
Маријано Асуела (1873-1952) је био мексички прозни писац, критичар, лекар и активан учесник у политичком животу Мексика. Упоредо са медицином бавио се и књижевношћу и иза себе је оставио велики број дела. Осим романа, писао је и приповетке, есеје, чланке, и биографске текстове. Његово најзначајније дело је Los de abajo (у преводу на српски Обесправљени), због ког се сматра зачетником и главним представником нове прозне врсте, односно зачетником романа о Мексичкој револуцији. Као и већина аутора ове прозне врсте, и сам Асуела је учествовао као официр у поменутој револуцији.

### Радња дела
Радња романа се одвија 1913. године током Мексичке револуције. Прича почиње у кући Деметрија Масијаса, сељака из Закатекаса, који живи са својом женом и сином. Федералци му прете и покушају да силују његову жену,али им се он супротставља. Тада он и његова жена реше да оду одатле знајући да ће федералци поново искористити прилику да их нападну. Жена одлази са дететом да пронађе склониште, а Масијас се прикључује групи либерала,не зарад својих идеала, већ да би се осветио федералцима. Групу којој се прикључује чине  Анастасио Монтањес, Мантека, Панкрасио, Кодорнис и Венансио. У почетку су неповерљиви према Масијасу, али касније га прихватају и он постаје њихов вођа. На путу упознају младог студента медицине, Луиса Сервантеса који је променио страну, говорећи да су га либерали убедили да им се приклони. Масијас бива рањен и заједно са осталима одседа на једном ранчу, где упознаје младу девојку Камилу и заљубљује се у њу. Међутим, она гаји осећања према младом Сервантесу, али је он одбија. Након што се Масијас опорави, група креће у нова освајања, а на путу упознају Маргарита у Пинтаду, храбру, али проблематичну жену. Она и Камила се у почетку добро слажу, али је на крају Пинтада убија због љубоморе. Масијас, тужан због смрти Камиле, говори Пинтади да напусти групу. Услед ривалства Панћа Виље , присталице Викторијана Уерте и Венустијана Карансе, чланови групе се полако разилазе. Панкрасио у Ел Мантека на крају страдају у двобоју који су започели због карташке игре, Маргарито се убија, а млади Сервантес одлази у Сједињене Америчке Државе. Деметрио се враћа кући свом сину и жени и она га моли да не иде поново. Међутим, присталице Карансе нападају његово село и остали чланови групе са Деметријом одлазе у борбу и губе животе.

### Ликови

#### Главни ликови[3]
- Деметрио Масијас (шп. Demetrio Masías)-сељак из Закатекаса који има жену и сина. У борбу полази због освете, не због своји уверења и идеала. Постаје вођа групе и кроз дело доживљава трансформацију као лик, упоредо са развијањем револуције. Представља типичног вођу револуције, човека који учествује у борбама јер је приморан.

- Луис Сервантес (шп. Luis Cervantes)- млади студент медицине, који је боље схватао револуцију од осталих јер је имао одређен степен образовања. Његов одлазак у САД на крају романа показује да је успео извуче корист из политичких дешавања.

#### Споредни ликови[3]
- Алберто Солис (шп. Alberto Solís)-војник бунтовник који помно слуша наређења свог вође.
- Венансио (шп. Venancio)- још један у низу ликова који су искористили револуцију како би побегли од својих проблема и осветили се
- Анастасио Монтањес (шп. Anastasio Montañes)-кум Масијаса, укључен у борбу из сличних разлога као Венансио
- Кодорнис (шп. Codorniz) -улази у групу због почињених лоповлука
- Пинтада (шп. Pintada)-жели да има удела у целој причи, храбра и насилна жена коју не занимају последице њених непормишљених поступака
- Мантека (шп. Manteca)-насилан човек који се стално свађа са Панкрасијом, на крају се убија
- Маргарито (шп. Margarito)-охола особа која показује до које мере и на који начин рат може да изазове промене у човековом понашању

- Камила (шп. Camila)-млада девојка заљубљена у Масијаса, желела је да буде вољена и побољша положај жене учествујући у побуни

#### Остали ликови
Меко, Натера, Каранса, Виља, Мадеро, Сакристан, поручник Кампос, жена Масијаса

### Теме
- Мексичка револуција: обрађена на два начина- први се односи на трагичну судбину појединца у актуелном историјском догађају, а други на целокупан преглед социо-политичких збивања у мексичком друштву.[1] Такође, револуција је приказана као вир који вуче људе да се боре, а заправо постају жртве своје побуне.[3]
- Друштвене класе:  то нам предочава сам наслов дела. Обесправљени и нижи су у сукобу са оним  вишим, односно локалним властима и земљопоседницима
- Положај жене
- Природа: описи природе, градова, амбијент осликава револуцију и осећања ликова
- Борба и разочарање: борба је приказана као бег од проблема и дело приказује праве разлоге побуне

### Структура и стил
Композиција је асиметрична (I део - 21 поглавље, II део - 14 поглавља, III део - 7 поглавља), а структура фрагментарна. Роман се састоји од кратких, заокружених, епизода, које се пред читаоцем нижу као својеврсни призори из борби и свакодневног живота.
Писац користи реалистичко-натуралистички наративни поступак, са елементима костумбризма, регионализма и индихенизма.Описи борби и психолошка карактеризација јунака су уверљиви, али концизни ради постизања брзе наративне динамике, чему доприноси и честа употреба дијалога. Језик одликује умерено коришћење мексиканизама, што доприноси флуидности дела.

### Издања и адаптације
Роман Los de abajo је 1915. године првенствено излазио у деловима у оквиру часописа Пасо дел Норте (шп. Paso del norte). Годину дана касније, посебно штампано издање није забележило успех. Друго издање је издато 1920. године у 1000 примерака, и они су углавном подељени од стране самог Асуеле пријатељима и сарадницима. Тек са објављивањем трећег издања 1925. године, ово дело је добило на важности.
1929. представа одржана у Teatro Hidalgo
1940. филм Los de abajo у режији Чаноа Уруете
1978. филм Los de abajo у режији Серванда Гонзалеза

### Преводи на српски
Године 2016. издавачка кућа Партенон (Београд) објавила је превод дела Los de abajo под насловом „Обесправљени" . Превод на српски и белешке сачинила је Снежана Јовановић, а поговор написала Мирјана Секулић.